# Dave Jerden
Dave Jerden (25 luglio 1949 – 5 febbraio 2025) è stato un produttore discografico e musicista statunitense.

## Biografia
Produsse album di artisti come Alice in Chains, Jane's Addiction, Fishbone, Anthrax, The Offspring e Social Distortion.
Fece parte dal 1982 al 1987 della rock band Burning Sensations, protagonista negli anni ottanta con il singolo di successo Belly of the Whale.

## Produzione parziale[3][4]

### 1980 - 1989
| Gruppo musicale       | Album                         | Dettagli                                   |
| --------------------- | ----------------------------- | ------------------------------------------ |
| Talking Heads         | Remain in Light               | ingegneria del suono, missaggio            |
| Material              | Memory Serves                 | missaggio                                  |
| Brian Eno/David Byrne | My Life in the Bush of Ghosts | ingegneria del suono                       |
| Jerry Harrison        | Red and the Black             | produttore                                 |
| Icehouse              | Primitive Man                 |                                            |
| Burning Sensations    | Burning Sensations            | produttore, ingegnere del suono            |
| Herbie Hancock        | Future Shock                  | ingegnere del suono, missaggio             |
| Red Hot Chili Peppers | Red Hot Chili Peppers         | ingegnere del suono, missaggio             |
| The Call              | Scene Beyond Dreams           | ingegnere del suono                        |
| Herbie Hancock        | Sound-System                  | missaggio                                  |
| Mary's Danish         | Experience: Live + Foxey Lady | produttore, ingegnere del suono, missaggio |
| Mick Jagger           | She's the Boss                | ingegnere del suono                        |
| Mandingo              | Watto Sitta                   | missaggio                                  |
| The Rolling Stones    | Dirty Work                    | ingegnere del suono                        |
| 54-40                 | 54-40                         | missaggio                                  |
| 54-40                 | Show Me                       | produttore, ingegnere del suono            |
| Beat Farmers          | Pursuit of Happiness          | produttore                                 |
| Will and the Kill     | Will and the Kill             | missaggio                                  |
| Herbie Jancock        | Perfect Machine               | ingegnere del suono, missaggio             |
| Jane's Addiction      | Nothing's Shocking            | produttore, ingegnere del suono, missaggio |
| Legal Weapon          | Life Sentence to Love         | produttore, ingegnere del suono, missaggio |
| Red Hot Chili Peppers | Mother's Milk                 | missaggio                                  |

### 1990– 1999
| Gruppo musicale             | Album                                              | Dettagli                                             |
| --------------------------- | -------------------------------------------------- | ---------------------------------------------------- |
| Social Distortion           | Social Distortion                                  | produttore, ingegnere del suono, missaggio           |
| Jane's Addiction            | Ritual de lo habitual                              | produttore                                           |
| Alice in Chains             | Facelift                                           | produttore, ingegnere del suono, missaggio           |
| The Call                    | Walls Came Down: The Best of the Mercury Years     | ingegnere del suono                                  |
| Armored Saint               | Symbol of Salvation                                | produttore, missaggio                                |
| 54-40                       | Sweeter Things: A Compilation                      | produttore, ingegnere del suono                      |
| Bullet Lavolta              | Swandive                                           | produttore                                           |
| Rattlebone                  | Rattlebone EP                                      | produttore, missaggio                                |
| Mary's Danish               | Circa                                              | produttore, ingegnere del suono, missaggio           |
| Last Crack                  | Burning Time                                       | produttore, missaggio                                |
| Public Image Ltd.           | That What Is Not                                   | produttore, missaggio                                |
| Social Distortion           | Somewhere Between Heaven and Hell                  | produttore, missaggio                                |
| AA.VV.                      | Rock the First: Vol.4                              | missaggio                                            |
| Talking Heads               | Popular Favorites 1976-1992: Sand in the Vaseline  | ingegnere del suono, missaggio                       |
| The Golden Palominos        | History (1982-1985)                                | missaggio                                            |
| Jimi Hendrix/Lightnin' Rod  | Doriella Du Fontaine                               | missaggio                                            |
| Alice in Chains             | Dirt                                               | produttore, missaggio                                |
| Spinal Tap                  | Break Like the Wind                                | produttore, missaggio                                |
| AA.VV.                      | Ultimate Rock, Vol.1                               | produttore                                           |
| Anthrax                     | Sound of White Noise                               | produttore, missaggio                                |
| AA.VV.                      | Last Action Hero                                   | produttore                                           |
| The Indians                 | Indianism                                          | produttore, missaggio                                |
| Sacred Reich                | Independent                                        | produttore, missaggio, ingegnere del suono           |
| Dig                         | Dig                                                | produttore                                           |
| Bill Laswell                | Deconstruction: Celluloid Recordings               | missaggio                                            |
| Boneclub                    | Bellow: Heavy Mix                                  | missaggio                                            |
| AA.VV.                      | Beavis and Butt-Head Experience                    | produttore                                           |
| Meat Puppets                | Too High to Die                                    | missaggio                                            |
| AA.VV.                      | Reality Bites Soundtrack                           | produttore                                           |
| Red Hot Chili Peppers       | Out in L.A.                                        | missaggio                                            |
| Love Spit Love              | Love Spit Love                                     | produttore, missaggio                                |
| AA.VV.                      | Living in Oblivion: The 80's Greatest Hits, Vol.4  | produttore                                           |
| AA.VV.                      | Airheads Soundtrack                                | produttore                                           |
| Sweet Water                 | Superfriends                                       | produttore, missaggio, arrangiamenti                 |
| Poe                         | Hello                                              | produttore esecutivo, ingegnere del suono, missaggio |
| Icehouse                    | Flowers/Primitive Man                              | ingegnere del suono                                  |
| AA.VV.                      | Encomium: A Tribute to Led Zeppelin                | missaggio                                            |
| Orange 9mm                  | Driver Not Included                                | produttore, missaggio                                |
| AA.VV.                      | Angus Original Soundtrack                          | produttore                                           |
| The Hazers                  | Vinnie Smoking in the Big Room                     | missaggio                                            |
| Extra Fancy                 | Sinnerman                                          | missaggio, remissaggio, remastering                  |
| Rust                        | Rust                                               | produttore, missaggio                                |
| AA.VV.                      | Mega Man Soundtrack                                | missaggio                                            |
| Biohazard                   | Mata Leão                                          | produttore                                           |
| Narada Michael Walden       | Ecstasy's Dance: The Best of Narada Michael Walden | ingegnere del suono                                  |
| Ednaswap                    | Wacko Magneto                                      | produttore, missaggio                                |
| AA.VV.                      | Metal Blade 15th Anniversary                       | produttore                                           |
| Lili Haydn                  | Lili                                               | missaggio                                            |
| The Offspring               | Ixnay on the Hombre                                | produttore, missaggio                                |
| AA.VV.                      | I Know What You Did Last Summer Soundtrack         | produttore                                           |
| Goldfinger                  | Hang-Ups                                           | missaggio                                            |
| X                           | Beyond and Back: The X Anthology                   | produttore                                           |
| Red Hot Chili Peppers       | Under the Covers: Essential Red Hot Chili Peppers  | missaggio                                            |
| Angelique                   | Present                                            | produttore                                           |
| Flight 16                   | Flight                                             | produttore, missaggio                                |
| AA.VV.                      | Faculty Soundtrack                                 | produttore, missaggio                                |
| AA.VV.                      | Explore: Columbia New Music Sampler#1              | produttore                                           |
| Stabbing Westward           | Darkest Days                                       | produttore, missaggio                                |
| The Offspring               | Americana                                          | produttore, missaggio                                |
| Swimmer                     | Surreal                                            | produttore                                           |
| AA.VV.                      | Rock: Train Kept A Rollin'                         | produttore                                           |
| Perry Farrell               | Rev                                                | produttore, ingegnere del suono, missaggio           |
| Anthrax                     | Return of the Killer A's: The Best of Anthrax      | produttore, missaggio                                |
| Alice in Chains             | Nothing Safe                                       | produttore, ingegnere del suono, missaggio           |
| AA.VV.                      | M.O.M., Vol. 3: Music for Our Mother Ocean         | produttore                                           |
| AA.VV.                      | Idle Hands                                         | produttore, missaggio                                |
| Disappointment Incorporated | F=0                                                | produttore                                           |
| AA.VV.                      | Duke Nukem: Music to Score By                      | produttore                                           |

### 2000– oggi
| Gruppo musicale        | Album                                                  | Dettagli                                   |
| ---------------------- | ------------------------------------------------------ | ------------------------------------------ |
| Sweet Water            | Suicide                                                | produttore                                 |
| AA.VV.                 | Sleighed: The Other Side of Christmas                  | produttore                                 |
| Pitchshifter           | Deviant                                                | produttore, missaggio                      |
| AA.VV.                 | Center Stage Soundtrack                                | missaggio                                  |
| Alice in Chains        | Greatest Hits                                          | produttore, ingegnere del suono, missaggio |
| Authority Zero         | Passage in Time                                        | produttore, missaggio                      |
| AA.VV.                 | Metal Blade Records 20th Anniversary                   | produttore                                 |
| Herbie Hancock         | Herbie Hancock Box                                     | ingegnere del suono                        |
| Red Hot Chili Pepper   | Greatest Hits and Videos                               | ingegnere del suono                        |
| Stabbing Westward      | Essential Stabbing Westward                            | produttore                                 |
| AA.VV.                 | Emerald: A Tribute to the Wild One                     | produttore                                 |
| Holly and the Italians | Demos Federico                                         | ingegnere del suono                        |
| MxPx                   | Before Everything and After                            | produttore, missaggio                      |
| AA.VV.                 | Reality Bites: 10th Anniversary Edition                | produttore, remissaggio                    |
| AA.VV.                 | Left of the Dial: Dispatches from the 80's Underground | produttore                                 |
| Dropbox                | Dropbox                                                | produttore, missaggio                      |
| Talking Heads          | Best of Talking Heads                                  | ingegnere del suono, missaggio             |
| The Offspring          | Greatest Hits                                          | produttore, missaggio                      |
| John Lydon             | Best of British One Pound Notes                        | produttore                                 |
| MxPx                   | Everything Sucks (When You're Gone)                    | produttore                                 |
| Larry Levan            | Journey into Paradise: The Larry Levan Story           | missaggio                                  |

## Discografia

### Con i Burning Sensations

#### Album di studio
- 1983 – Burning Sensations
- 2004 – Belly of the Whale

#### EP
- 1983 – Belly of the Whale
- 1983 – Maria (You Just Don't Know What You're Dealing With)

#### Compilation
- 1984 – Repo Man Soundtrack
- 1984 – Scratch & Breack Vol 2
- 1984 – Living in Oblivion: The 80's Greatest Hits, Vol. 4